# 路易斯·沙利文小屋
30°23′45″N 88°48′35″W / 30.395791°N 88.809727°W
路易斯·沙利文小屋（Louis Sullivan Bungalow）是知名建築師路易斯·沙利文位於密西西比州海泉市的度假小屋。
它建造於1890年代早期，1980年代時曾修復過，然而2005年因卡崔娜颶風而全毀。